# Han Yu

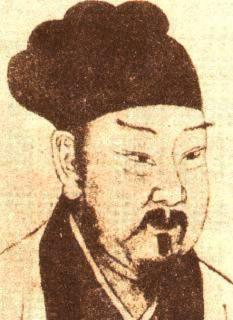
Han Yu, avbildning från Songdynastin.

Han Yu, född 768, död 824, var en kinesisk statsman, lärd och författare.
Han Yu var ivrig förespråkare för konfucianismen gentemot den under hans tid starkt gynnade buddhismen. På grund av en amper inlaga, berömd som ett stilistiskt mästerverk, mot kejsarens förkärlek för buddhismen föll han i onåd och räddades med knapp nöd till livet. Till straff förflyttades han som prefekt till sydligaste Kina, där han gjorde en stor civilisatorisk insats. Hans talrika poem och essäer anses vara oöverträffliga stilmönster.